# Psammobatis scobina
Psammobatis scobina är en rockeart som först beskrevs av Philippi 1857.  Psammobatis scobina ingår i släktet Psammobatis och familjen egentliga rockor. IUCN kategoriserar arten globalt som otillräckligt studerad. Inga underarter finns listade i Catalogue of Life.